# Remy van Kesteren
Remy van Kesteren (Zeist, 8 maart 1989) is een Nederlandse harpist.

## Studie
Remy van Kesteren werd al op tienjarige leeftijd toegelaten tot het Utrechts Conservatorium in de klas van Erika Waardenburg en studeerde er in 2010 met de hoogste onderscheiding af. Hij vervolgde zijn opleiding aan het Conservatoire National Supérieur de Musique de Paris, waar hij studeerde bij de beroemde harpiste Isabelle Moretti. In 2012 behaalde hij 'summa cum laude' zijn masterdiploma aan het Conservatorium van Amsterdam. Hij nam  componeerles bij componist Willem Jeths.

## Prijzen
Van Kesteren heeft diverse prijzen gewonnen. Zo is hij de winnaar van de Elisabeth Evertsprijs, de prijs voor uitzonderlijk jong talent in Nederland. Hij won eerste prijzen bij het Nederlands Harpconcours en het Prinses Christina Concours. In 2008 behaalde hij op het Internationaal Harpconcours in Moskou de derde plaats en in 2009 de derde prijs op het prestigieuze Internationaal Harpconcours in Israël. Ook won hij in dat jaar de finale van het concours van de Stichting Jong Muziektalent Nederland, wat hem de titel 'Jong Muziektalent 2009' opleverde. In oktober 2012 trok hij door het land als laureaat van Dutch Classical Talent, een stimuleringsproject van onder meer Koninklijk Concertgebouworkest en Radio 4, waarvan de finale plaatsvond op 21 april 2013 in het Koninklijk Concertgebouw. In 2013 won hij de USA International Harp Competition. In 2013 won hij eveneens de GrachtenfestivalPrijs, die jaarlijks wordt toegekend aan een jonge musicus of ensemble aan het begin van een internationale carrière. In 2016 won hij de Nederlandse Muziekprijs, de hoogste onderscheiding van het Ministerie van Onderwijs, Cultuur en Wetenschap voor klassieke musici.

## Concerten
Zijn vele prijzen leidden tot concerten over de hele wereld, van Europa tot de VS, Japan en Afrika. Op zijn zestiende debuteerde hij al in het Amsterdamse Concertgebouw met het Nederlands Kamerorkest. Een jaar daarvoor speelde hij ter gelegenheid van de doop van Prinses Amalia en trad hij op in Carnegie Hall, New York. In 2011 was hij Young Artist in Residence bij de NJO Muziekzomer in Gelderland. Tussen 2008 en 2015 gaf hij concerten met Trio42 . Eind 2012 toerde hij door Nederland, België, Luxemburg en Duitsland in de fameuze Night of the Proms. Als enige klassieke solist trad hij op naast spraakmakende popartiesten als Anastacia en de legendarische Jacksons. 500.000 bezoekers kreeg hij muisstil met onder andere Smetana's Die Moldau. Volgens de Proms-organisatie heeft Remy “het lef, de looks en het meesterschap om de aandacht te vestigen op een uniek instrument, dat nooit eerder op Night of the Proms in de schijnwerper stond”. Remy was “De mooiste verrassing van de avond”, aldus de Vlaamse krant De Morgen. In 2016 was hij gastartiest bij de nationale herdenkingsconcert Bridge to Liberation Experience. Bij het bevrijdingsconcert op 5 mei 2017 speelde hij samen met het Metropole Orkest. In 2019 speelde hij hergecomponeerde muziek van zijn album Shadows met lichtkunst van Blauwe Uur voor The Arrival of Spring op het Museumplein in Amsterdam, ter gelegenheid van de tentoonstelling Hockney – Van Gogh: The Joy of Nature in het Van Gogh Museum .

## Albums
In 2012 verscheen zijn eerste solo-cd getiteld Remy, met werken van Smetana, Holliger, Bach, Sjostakovitsj en Renié. Hij ontpopte zich op de deze cd volgens de pers als “een geweldig colorist” en een “uitstekend verteller”, die “iedere keer opnieuw dwingt tot zeer aandachtig luisteren.” In 2014 verscheen Memento met werken van Heitor Villa-Lobos, Martin Fondse, Joaquin Rodrigo, Manuel de Falla, Darius Milhaud, Heitor Villa-Lobos en Alberto Iglesias. Van Kesteren wilde een cd maken die als één grote boog van begin tot einde loopt, en vroeg gastartiesten Eric Vloeimans, sopraan Nora Fischer en het Mirovia Kwartet om op overgangen van één stuk naar het volgende te improviseren. In 2016 verscheen Tomorrow Eyes met voor het eerst eigen composities, naast werken van Martin Fondse, Nils Frahm, Federico Mompou en Manuel de Falla. Hij werkt samen met Michael Prins (vocals), Leticia Moreno (viool), Ties Mellema (sax), Joost Kroon (drums) en Eric Vloeimans (trompet). Het album werd gevolgd door een clubtour en een theatertour. In 2019 verscheen na een zoektocht naar zijn eigen muziek Shadows met geheel eigen werk. De basis van het album bestaat uit harpen, hoorns (Morris Kliphuis) en modular synthesizers (Maarten Vos), aangevuld met onder meer drums (Nicky Hustinx), saxofoon, vibrafoon, bas en een Rhodes. Fink is co-producer. "Van Kesteren stel met zijn harp bestaansvragen",  schrijft Joost Galema in de NRC. Het album wordt gevolgd door theatertour Releave en een clubtour. Voor concerten werkt hij evenals bij het Dutch Harp Festival 2018 samen met Blauwe Uur die de visuals verzorgen . Jurjen Alkema van Blauwe Uur maakt ook het 'analoog robotorkest' dat Van Kesteren bij soloconcerten vergezelt.
De muzikant als verhalenverteller, vrijheid, onbevangenheid, risico’s nemen, het opheffen van grenzen, overstijgen van genres en disciplines, loslaten van formaliteiten en vooroordelen, het belang van muziek voor mensen en het creëren van een eigen universum zijn terugkerende thema’s in gesprekken over zijn werk en muziek.

## Instrument
Remy van Kesteren ontwikkelde samen met Salvi de Réus 49. Het Nationaal Muziekinstrumenten Fonds begeleidde het innovatieproces en kocht het instrument aan. Het nieuwe instrument heeft 49 in plaats van 47 snaren en kan zowel akoestisch als elektrisch versterkt worden bespeeld. Ook zit er een dempmechaniek aan, waardoor je met één beweging van de knie alle snaren kunt dempen. Het instrument werd in 2018 gepresenteerd op het Dutch Harp Festival
 .

## Dutch Harp Festival
Op zijn twintigste richtte Remy van Kesteren het Dutch Harp Festival op, een festival met concerten waarin de harp centraal staat, en de DHF World Harp Competition, een internationaal harpconcours voor harpisten die aan de beginfase van hun carrière staan. DHF World Harp Competition zoekt per editie naar de meest begaafde harpist die naast muzikaliteit en techniek ook over de beste programmeer‐ en presentatiekwaliteiten beschikt. Het concours zet zich in om de winnaar een podium te bieden en biedt een talentontwikkelingsprogramma. Winnaars waren respectievelijk Amandine Carbuccia (2012), Juliana Myslov (2014), Emmanuel Padilla Holguín (2016) en César Secundino (2018).
Van het Dutch Harp Festival in Utrecht vonden onder zijn artistieke leiding succesvolle edities plaats vanaf 2010 elke twee jaar. Voor de derde editie in februari 2014, met als thema 'Storytelling' werkte hij samen met prominente artiesten als schrijver/dichter Kees van Kooten, sopraan Claron McFadden, choreograaf Hans van Manen en Herman van Veen die het harpconcert Gaëtane voor hem schreef. In 2016 was het thema ‘Harpen zonder grenzen’, waarbij 'zonder grenzen' zowel gericht was op deelnemers en bezoekers, als op ‘harp-broers en –zussen' zoals de kora (West-Afrika),  Ud  (Midden-Oosten), gayageum (Zuid-Korea) en de delta harp, een nieuwe elektronische harp ontwikkeld door Joris Beets. Ook werkte hij samen met de Universiteit Utrecht onder de titel  Dutch Harp University. Ondersteund door muziek vertelde een wetenschapper vanuit zijn of haar vakgebied wat muziek doet met ons hoofd, ons hart en onze buik. Van Kesteren speelde bij psychiater Christiaan Vinkers, harpiste Oxana Thijssen werkte samen met neurowetenschapper Iris Sommer en harpist Joost Willemze met seismoloog Arwen Deuss . In 2018 was het thema ‘Welcome to Planet Harp’ waarin visuals, film en licht een belangrijke rol speelden. Een zaal werd in het duister gehuld voor een ‘concert in the dark’, een samenwerking met CTalents dat werkt met mensen met een auditieve of visuele beperking.

## Dans
In 2014 en 2018 werkte Remy van Kesteren onder de titel ‘Dutch Doubles’ samen met het Het Nationale Ballet. In 2014 speelde hij voor de wereldpremière van de choreografie Dances With Harp van Hans van Manen muziek van Heitor Villa-Lobos, Frederic Mompou, Johann Sebastian Bach en Carlos  .
In 2018 werkte hij samen met choreograaf Ernst Meisner aan het ballet Impermanence waarvoor hij de muziek zelf componeerde. "De prachtige compositie van Van Kesteren bestaat uit circa tien kleurrijke delen en neigt soms naar filmmuziek. Meisner en Van Kesteren weten een geheel uit tien verschillen te creëren", schrijft Joanna Fox voor Dansmagazine.

## Radio en TV
Remy van Kesteren is een veelgevraagde gast op radio en tv. Zo trad hij op in De Wereld Draait Door, VPRO's Vrije Geluiden, GIEL – het ochtendprogramma van Giel Beelen op 3FM, Zapplive, De Tiende van Tijl, Wie is de Mol?, Podium Witteman en Met het Oog op Morgen en schoof hij onder andere aan tafel in de Nieuwsshow op TROS Radio 1, NTR Diskotabel, KRO's De Ochtend van 4 en  Nooit meer slapen. Begin 2015 deed Van Kesteren mee aan De Slimste Mens.

## Goede doelen
Remy van Kesteren is ambassadeur van de Kindermuziekweek
en van de Stichting Family and patient Centered Intensive Care (FCIC), die zich ervoor inzet om de impact van een intensive care behandeling voor patiënten en naasten te beperken. Bij het Betweter Festival in 2017 vertelt Van Kesteren over de gevolgen van zijn harpspel bij een bezoek aan de intensive care in 2015. Hierdoor geïnspireerd spelen musici van het project MuzIC voor mensen die op de intensive care verblijven.

## Discografie
- Remy. (2012)
- Memento (2014)
- Tomorrow Eyes (2016)
- Shadows (2019)
- An alternative soundtrack to the motion picture The Red Turtle (2020)
- Muses (2023)
- Mirror Maze (soundtrack voor Pact met de Duivel) (2024)
- Leave What You Know (2025)

- Gemeinsame Normdatei: 1077113854
- International Standard Name Identifier: 0000 0004 5775 6941
- Library of Congress Control Number: no2018138942
- MusicBrainz: 2dd6d8e8-1255-4f32-b674-a6d442411994
- Virtual International Authority File: 64144648236940192955
- WorldCat: E39PBJr3yQ7kHtbggy8RMbTGpP